# Ценообразование в строительстве
Ценообразование в строительстве — механизм образования стоимости услуг и материалов на строительном рынке. Политика ценообразования в строительстве является частью общей ценовой политики и базируется на общих для всех отраслей принципах ценообразования.

## Цена строительных услуг  и ресурсов
Цена услуг и продуктов в условиях рынка является одним из наиболее важных показателей, существенно влияющих на экономическое положение фирмы. Все основные показатели производственной деятельности фирмы (объем капитальных вложений, себестоимость продукции, производительность труда, фондоёмкость и др.) связаны с ценами и зависят от них. Цена является основой планирования и финансирования капитальных вложений, расчёта эффективности инвестиционных проектов, организации внутрипроизводственных экономических отношений, оценки итогов деятельности фирмы, исчисления экономического эффекта от внедрения новой техники.
Цена влияет на развитие строительного производства, повышение его эффективности через свои функции. Главная функция цены — это количественное выражение стоимости создаваемой строительной продукции. Тем самым, как измерительный инструмент, цена определяет затраты общественно необходимого труда по организации материальных процессов и финансовых операций. Кроме того, она выполняет и стимулирующую функцию по снижению трудовых, материальных и денежных затрат в строительстве и повышению его эффективности. В основном, используются следующие формы цен: прейскурантные оптовые цены; максимальные и договорные. Прейскурантная цена — это цена, основанная на общественно необходимых затратах труда и утвержденная государством. Это — «твердая» цена, действующая в виде прейскурантов на типовые здания и сооружения и на укрупненные элементы строительства. Под влиянием научно-технического прогресса и взаимоотношений в обществе, данные цены периодически пересматриваются. Максимальная цена — это лимитная сметная цена отдельных зданий, сооружений и их комплексов: предприятий, массивов, поселков и т. п. Её уровень во многом определяется проектными организациями и утверждается министерствами и ведомствами, выдавшими задание на проектирование. В процессе рабочего проектирования лимитные цены подлежат снижению. Договорная цена представляет собой неизменяемую (стабильную) сметную стоимость строительной продукции в течение всего периода строительства, устанавливаемую заказчиком по договоренности с подрядчиком. Основной для установления договорных цен должны являться сметные расчеты или расчетная стоимость строительства, определяемая в составе технико-экономического обоснования и технико-экономического расчета. Договорные цены на строительную продукцию — важный элемент совершенствования хозяйственного механизма в строительстве на основе использования товарно-денежных отношений.
Основным инструментом для определения цены или стоимости объектов в строительстве является единичная расценка (стоимость) отдельного вида строительно-монтажных работ, совокупности элементарных технологических операций или отдельного элемента сооружения. Единичные расценки могут быть нормативными или индивидуальными; индивидуальные расценки применяются, как правило, на крупных объектах, сооружаемых с использованием нетрадиционных строительных технологий или механизмов, или в тех случаях, когда большинство строительных материалов изготавливается непосредственно на строительстве. Единичные расценки включают в себя только прямые затраты. Учет плановых накоплений, накладных расходов и налогов производится в сметном расчете. Нормативные расценки разрабатывает и устанавливает ФАУ Федеральный центр ценообразования в строительстве и промышленности строительных материалов (ФЦЦС).

## Факторы, влияющие на установление цены
- издержки на изготовление и сбыт продукции;
- конъюнктура целевого рынка и соотношение спроса и предложения на товар фирмы;
- ценовая политика фирмы.

Первые два фактора учитываются при ценообразовании. Третий фактор реализуется в зависимости от целей ценообразования фирмы (ценовой политики фирмы).

## Цели ценообразования
- обеспечение определенного размера прибыли;
- обеспечение определенного объема продаж;
- сохранение существующего положения фирмы;
- вытеснение конкурентов;
- внедрение на рынке новой продукции;
- завоевание лидерства по показателям качества.

Этапы ценообразования:
- определение спроса;
- оценка издержек и установление нижнего предела цены;
- анализ цен и характеристик товаров конкурентов;
- выбор методов ценообразования и оценка верхнего предела цены;
- разработка ценовой политики;
- установление цены на продукцию фирмы на конкретный период.

## Стратегии ценообразования
- скользящая падающая цена;
- долговременная цена;
- цена сегмента рынка;
- гибкая цена;
- стратегии дифференцированного ценообразования;
- стратегия ценовой дискриминации;
- стратегия конкурентного ценообразования;
- стратегия по «кривой освоения»;
- стратегия сигнализирования ценами.

Скользящая падающая цена. Определяющим фактором при выборе такого подхода к установлению цен на свою продукцию является соотношение спроса и предложения. По мере насыщения рынка цена на изделия и услуги постепенно падает, особенно оптовые цены (розничные торговцы могут поддерживать цены на такие виды изделий стабильными относительно продолжительное время). Уже при составлении прогноза сбыта предприятию-изготовителю необходимо проанализировать темпы роста объёма производства в отрасли в целом, сопоставить их с динамикой ёмкости рынка (прежде всего по темпам роста доходов потенциальных потребителей) и определить затем, на какой процент предстоит снизить цены в предстоящей период, чтобы обеспечить устойчивый сбыт своей продукции.
Долговременная цена. При составлении прогнозов сбыта для такого изделия по такому сценарию цена является уже заранее заданной. Значительное снижение её часто невозможно, да и не обязательно приведет к серьёзному увеличению сбыта. Для увеличения прибыли при работе на таком рынке куда более важное значение приобретает поиск путей снижения издержек производства.
Цена сегмента рынка. Разные группы потребителей (например, по своему социальному статусу) платят за одни и те же изделия разную цену на рынке. Поэтому цена изделия может заметно меняться в зависимости от того, для кого оно предназначается. Для практического использования этого подхода к установлению цен прежде всего необходимо, чтобы изделие можно было продать разным группам потребителей, чтобы оно было адресовано разным сегментам рынка, чтобы сравнительно быстро и легко, с минимальными издержками можно было изменить соответствующим образом конструкцию и дизайн этого продукта, привести его в соответствие с нуждами и запросами конкретных групп потребителей.
Есть еще одно обстоятельство, которое необходимо иметь в виду при использовании данного подхода к ценообразованию. Потребители на разных сегментах рынка, на которые ориентировано данное изделие, не должны конкурировать друг с другом. Иначе говоря, в расчет должны приниматься сравнительно изолированные (в географическом или социальном отношении) группы людей.
Стратегия ценовой дискриминации. Согласно этой стратегии фирма предлагает в одно и то же время один и тот же товар (услугу) по разным ценам разным категориям покупателей. Поэтому речь и идет о ценовой дискриминации.
Главное условие успешного применения данной стратегии: покупатели (клиенты) не должны иметь возможности перемещения из одного ценового канала в другой.
Ценовая дискриминация предполагает установление различных отпускных цен на одно и то же изделие или услугу вне зависимости от издержек. Ценовая дискриминация может выражаться в установлении более высокой цены для одной группы потребителей (на одном сегменте рынка), которые менее чувствительны к уровню цен, и более низкой — для другой. Естественно, что поставка одного и того же продукта в разные регионы сбыта по различным ценам ничего общего с ценовой дискриминацией не имеет.
Гибкая цена. Цены, которые устанавливаются в зависимости от характера конъюнктуры рынка на данный момент времени, называются гибкими. Использование такого подхода при установлении цен оправдано на таком рынке, где возможны сильные колебания спроса и предложения в относительно короткие периоды времени. Используется этот подход и тогда, когда нужно противостоять новым конкурентам, внедряющимся на рынок с использованием преднамеренно низкой цены (даже с ущербом для рентабельности их производства).
Стратегии дифференцированного ценообразования основана на неоднородности категорий покупателей и возможности продажи одного и того же товара по нескольким ценам. Ценовая стратегия скидки на втором рынке основана на особенностях переменных и постоянных затрат по сделке.
Стратегия конкурентного ценообразования строится на учете в ценах конкурентоспособности фирмы. Ценовая стратегия проникновения на рынок основана на использовании экономии за счет роста масштабов производства.
Ценовая стратегия по «кривой освоения» базируется на преимуществах приобретенного опыта и относительно низких затратах по сравнению с конкурентами.
При реализации ценовой стратегии по «кривой освоения» покупатели, приобретающие товар в начале делового цикла, получают внешнюю экономию по сравнению с последующими покупателями, так как первые приобретают товар по цене более низкой, чем готовы были заплатить.
Необходимыми условиями для принятия данной стратегии являются сильное влияние опыта фирм и чувствительность покупателей к уровню цены. Обычно такие условия возникают на начальной стадии развития производства товаров длительного пользования не первой необходимости, когда достаточно большое число конкурентов пытаются обеспечить себе сильное положение в долгосрочном периоде.
Ценовая стратегия сигнализирования ценами строится на использовании фирмой доверия покупателя к ценовому механизму, созданному конкурирующими фирмами.

## Особенности ценообразования в строительстве
1. Объекты строительства различаются по габаритам, площади, этажности, материалам конструктивных элементов. Это относится и к объектам, строящимся по типовым проектам, поскольку каждый из них зависит от местных условий, к которым они привязаны, не говоря уже об объектах, возводимых по индивидуальным проектам. Следовательно, практически каждое здание и сооружение имеет свою индивидуальную цену.
2. В строительстве (в отличие от промышленности), как правило, устанавливаются цены не на законченный объект или отдельное сооружение, а в основном на отдельные единичные виды строительно-монтажных работ (СМР) или законченные элементы конструкции. Это обусловливается тем, что в процессе строительства объекта может принимать участие большое количество подрядных и субподрядных узкоспециализированных организаций, продукцией которых является не готовый к продаже объект, а выполняемые ими отдельные виды СМР. Цена за законченный объект, складывающаяся из стоимостей выполненных работ или стоимостей отдельных сооружений, имеет значение в основном для заказчика, инвестора или застройщика.
3. На цену строительных или монтажных работ значительное влияние оказывают применяемые строительные технологии и оборудование. Поэтому цена на один и тот же вид строительно-монтажной работы может быть различной у разных строительных организаций- На начальных этапах проектирования объекта при определении его стоимости закладываются усреднённые (чаще всего нормативные) расценки, учитывающие сложившийся уровень цен на строительные материалы, действующий уровень заработной платы и наиболее распространённые строительные технологии.
4. Строительство отличается большой длительностью производственного цикла. Следовательно, проектная цена может не совпадать с фактической (особенно в условиях инфляции), что вызывает необходимость учитывать фактор времени при формировании цены в строительстве.
5. Строительная продукция отличается высокой материалоёмкостью и значительными трудозатратами В связи с тем, что цена в строительстве формируется не от реальной себестоимости, а от сметной стоимости, составляющие элементы цены могут и не отражать фактического уровня затрат на приобретение материалов и других ресурсов. Это обусловливает необходимость систематически отслеживать цены на строительные материалы и трудовые ресурсы и определять, как их изменение влияет на себестоимость строительной продукции.
6. Формирование цены в строительстве осуществляется проектировщиком, заказчиком и подрядчиком, каждый из которых преследует собственные коммерческие цели. Поэтому окончательная цена на строительную продукцию является, по сути, компромиссной ценой между всеми субъектами строительного производства.
7. НДС не включается в локальные сметные расчеты. НДС включается только в сводные сметные расчеты.  В сводных сметных расчетах стоимости производственного и жилищно-гражданского строительства средства рекомендуется распределять по следующим главам ():
1. "Подготовка территории строительства".
2. "Основные объекты строительства".
3. "Объекты подсобного и обслуживающего назначения".
4. "Объекты энергетического хозяйства".
5. "Объекты транспортного хозяйства и связи".
6. "Наружные сети и сооружения водоснабжения, канализации, теплоснабжения и газоснабжения".
7. "Благоустройство и озеленение территории".
8. "Временные здания и сооружения".
9. "Прочие работы и затраты".
10. "Содержание службы заказчика-застройщика (технического надзора) строящегося предприятия".
11. "Подготовка эксплуатационных кадров".
12. "Проектные и изыскательские работы, авторский надзор".

## Особенности ценообразования в проектировании
Базовая цена разработки проектной и рабочей документации может быть определена от общей стоимости строительства объекта в зависимости от категорий сложности объектов проектирования, так же может определена исходя и сборников цен на проектные работы (Городские инженерные сети, агропромышленный сбоник, Коммунальные инженерные сети и сооружения и др)
1. Общая стоимость строительства вычисляется согласно:

- По объекту-аналогу: за основу берется стоимость аналогичного объекта и пересчитывается с учетом текущих цен. При этом общая стоимость строительства должна соответствовать объему затрат сводного сметного расчета стоимости строительств. Этот способ самый популярный и используется в большинстве случаев.
- По укрупненным показателям: берутся укрупненные показатели сметной стоимости на 1 кв.м общей площади объекта, на 1 м(км) трассы, на единицу мощности и т.д.
- По видам и комплексам работ

2. Определение стоимости проектирования исходя из сборников цен:
- Зависит от количества объектов на площадке
- Мощности объекта
- От технологической сложности объекта (сахарное производство, маслопереработка, ГОК и тд)
- Сложности проектирования (стесненные условия, сейсмичность района и тд)

## Механизм ценообразования в строительстве
Условно систему ценообразования в строительстве можно классифицировать: по числу элементов цен (прямые затраты, накладные расходы и плановые накопления), по структуре цен (издержки и прибыль) и по области применения цен (непосредственно в строительстве, в строительной индустрии).
Прямые затраты (ПЗ) складываются из стоимости строительных материалов (М), необходимых для выполнения данного вида СМР, основной заработной платы строительных рабочих (ЗП) и затрат на эксплуатацию строительных машин и механизмов (ЭМ), применяемых при выполнении данной СМР. Прямые затраты непосредственно связаны с выполнением какого-либо вида строительных или монтажных работ. К прямым затратам относятся: основная заработная плата рабочих (без подсобных производств и обслуживающих хозяйств); затраты на строительные материалы и конструкции; затраты по эксплуатации строительных машин и механизмов и прочие затраты.
К расходам по эксплуатации строительных машин и механизмов относятся расходы по: транспортированию; погрузке и разгрузке; монтажу и демонтажу; перестановке машин в пределах строительной площадки, их амортизации; заработная плата; расходы на электроэнергию или горючее и т. п. То есть, ЭМ включают в себя заработную плату машинистов и амортизационные начисления.
К прочим прямым затратам относятся расходы на транспортирование лишнего грунта, на вывозку земли, мусора и снега с территории строительства. Удельный вес каждого из элементов изменяется в широких пределах в зависимости от вида работ и применяемых материалов, конструкций и механизмов.
В среднем, зарплата составляет 15-20 %, материалы и конструкции 60-70 %, эксплуатация строительных машин и механизмов — 10-15 %, прочие 1-5 % от общей суммы всех прямых расходов.
Накладные расходы (HP) — это затраты, непосредственно не связанные с процессом создания строительной продукции, а направленные на создание общих условий строительного производства, его организации, управления и обслуживания. Это расходы на содержание инженерно-технического и административно-управленческого персонала, содержание складских или ремонтных баз и т. д.
Накладные расходы в отличие от прямых затрат непосредственно не связаны с изготовлением или монтажом отдельных конструктивных элементов и с производством отдельных видов работ, эти расходы не дают прямого прироста объема выполненных работ, но косвенно этому способствуют.
К накладным расходам относятся затраты на организацию строительного процесса, его обслуживание и управление этим процессом в целом.
Накладные расходы содержат следующие статьи затрат: административно-хозяйственные расходы строительной организации; расходы по обслуживанию рабочих: дополнительная заработная плата производственных рабочих, к которой относится оплата простоев по атмосферных условиям, оплата отпусков, доплата бригадирам за руководство работой бригад, отчисления по социальному страхованию рабочих, затраты по содержанию пожарной и сторожевой охраны строительства, по организованному набору рабочих, по содержанию производственного оборудования и инвентаря, на благоустройство строительных площадок и подготовку объектов строительства к сдаче и другие.
Накладные расходы исчисляются в процентах от полной суммы прямых затрат и колеблются в значительных пределах (12-23 %).
На монтажные работы нормы накладных расходов установлены в процентах только к основной заработной плате рабочих, содержащейся в составе прямых затрат. В частности, на монтаж оборудования — 70 %, электромонтажные работы — 76 % и т. д.
Сокращение продолжительности строительства приводит к экономии накладных расходов, так называемые условно-постоянные накладные расходы. К ним относятся административно-хозяйственные расходы, износ временных сооружений и приспособлений, содержание пожарной и сторожевой охраны, содержание проектной группы и т. п. При укрупнённых расчётах доля этих расходов составляет 50 % от накладных расходов по общестроительным работам и 30 % по специализированным организациям. Сокращение трудоёмкости строительства ведет к экономии накладных расходов в среднем 6-15 руб. на 1 час в день (норматив устанавливается соответствующими министерствами). Кроме того накладные расходы составляют в среднем 15 % от суммы основной заработной платы в прямых затратах и учитываются при сокращении затрат.
Плановые накопления (ПН) или сметная прибыль — это планируемая прибыль строительной организации, закладываемая ещё при проектировании в стоимость объекта. Накладные расходы и плановые накопления могут быть договорными или нормативными величинами. Как правило, их нормативное значение определяется заказчиком или инвестором. На практике накладные расходы составляют 12-27 % от прямых затрат, плановые накопления — 6-8 % от суммы прямых затрат и накладных расходов.
Плановые накопления являются планируемой прибылью строительно-монтажной организации, источником образования фондов пополнения и модернизации собственных оборотных средств, платежей в бюджет за основные фонды, а также источником финансирования собственных капитальных вложений.
Кроме того, плановые накопления используются на улучшение культурно-бытовых условий рабочих и инженерно-технического персонала.
Размер плановых накоплений строительно-монтажных организаций установлен 8 % суммы прямых затрат и накладных расходов.

Таким образом:
С смр = ПЗ + HP + ПН.